# Hermínio Barroso
Hermínio Barroso (Canindé, 15 de agosto de 1867 - Fortaleza, 13 de dezembro de 1932), foi um professor e político brasileiro.

## Biografia
Filho do coronel Paulino Joaquim Barroso, comerciante, e de Francisca Carolina Barroso. Sua mãe era prima legítima do Senador Manuel Bezerra. 
Fez os estudos primários no Instituto Cearense de Humanidades, sendo aprovado com louvor. Matriculou-se no Liceu do Ceará e de lá foi para o Rio de Janeiro onde ingressou na Escola Politécnica a fim de formar-se engenheiro. Abandonou a carreira de  engenharia e seguiu para a Europa, onde concluiu o curso de educação literária e fez na Alemanha  um  curso de música, tornando-se uma das maiores autoridades no Brasil, especialmente na obra de Richard Wagner.
De volta à Fortaleza, candidatou-se à cadeira de alemão do Liceu do Ceará, defendendo a tese  “Vocalismo e consonantismo, acentuação e quantidade sob o ponto de vista histórico”. Aprovado, foi nomeado catedrático em outubro de 1896 e foi por diversas vezes diretor interino da Instituição, até ser nomeado diretor efetivo em 1928.  
Tornou-se bacharel em ciências jurídicas e sociais pela Faculdade de Direito do Ceará em dezembro de 1907, sendo nomeado logo depois professor da cadeira de direito   internacional privado. Serviu também como cônsul da Bélgica. 
Foi secretário da Fazenda do Ceará no breve governo de Setembrino de Carvalho (1914), e secretário do Interior no governo do coronel Liberato  Barroso (1914-1916).  Escolhido  chefe do Partido Conservador do Ceará, foi eleito deputado estadual em 1915. Foi primeiro vice-presidente do estado do Ceará no governo de João Tomé de Saboia e Silva (1916-1920), e em 1918 foi eleito deputado federal, com mandato até dezembro de 1920.  

## Família
Casado com Emília da Cunha Barroso, teve dois filhos, um deles foi José Parsifal Barroso, deputado federal pelo Ceará (1951-1955 e 1971-1977), governador do estado (1959-1963), senador (1955-1956 e 1958-1959), e ministro do Trabalho (1956-1958).

## Homenagens
- Uma escola em Fortaleza foi nomeada em homenagem ao deputado.[5]
- Uma rua em Fortaleza foi nomeada em homenagem ao deputado.[6]